# Siedlung Barlowstraße
Die Siedlung Barlowstraße ist eine Wohnanlage im Münchner Stadtteil Englschalking.

## Lage
Die Siedlung Barlowstraße befindet sich nordwestlich der S-Bahn-Station Englschalking. Sie erstreckt sich entlang der Barlowstraße auf einem langgestreckten Areal in Nord-Süd-Ausrichtung parallel zur S-Bahn-Trasse, die das Grundstück im Osten begrenzt. Südlich und westlich grenzen weitere Wohnquartiere Englschalkings an.

## Geschichte
Das Architekturbüro Weickenmeier, Kunz und Partner wurde 1999 beauftragt, auf dem Gelände einer ehemaligen Baumschule ein Konzept für ein Wohnquartier an dieser Stelle zu entwickeln. Die Fertigstellung der neuen Siedlung erfolgte im Jahr 2003.

## Gestaltung
In der Siedlung Barlowstraße befinden sich 125 Wohneinheiten. Dabei schützen fünfgeschossige Gebäude parallel zur S-Bahnlinie das Quartier vor Lärmbelastung. Hier finden sich kleinere und große Wohnungen mit einem Anteil an gefördertem und sozialem Wohnungsbau.
Drei Reihenhauszeilen mit Gärten, zwei Vollgeschossen und einem Terrassengeschoss verlaufen hierzu quer und grenzen im Westen an einen Park an. An die Ostseite der Reihenhäuser schließen dreigeschossige Kopfbauten an, die zugleich einen Platz begrenzen, der das Zentrum des Quartiers bildet. Im Norden der Siedlung befindet sich ein Kindergarten.